# Alfred Dregger
Alfred Dregger (nacido el 10 de diciembre de 1920 en Münster - † 29 de junio de 2002 en Fulda) fue un político alemán de la CDU. Fue alcalde de Fulda desde 1956 hasta 1970 y desde 1982 a 1991 presidente del Grupo Parlamentario del demócrata-cristiano (CDU/CSU) en el Bundestag.

## Biografía
Dregger nació en Münster. Después de graduarse en una escuela de Werl, entró en la Wehrmacht alemana en 1939. Fue herido cuatro veces y sirvió hasta el final de la guerra, cuando era comandante de un batallón en el frente oriental con el rango de capitán. En 1946 comenzó a estudiar Derecho y Gobierno en las universidades de Marburgo y Tubinga. Obtuvo su doctorado en 1950.

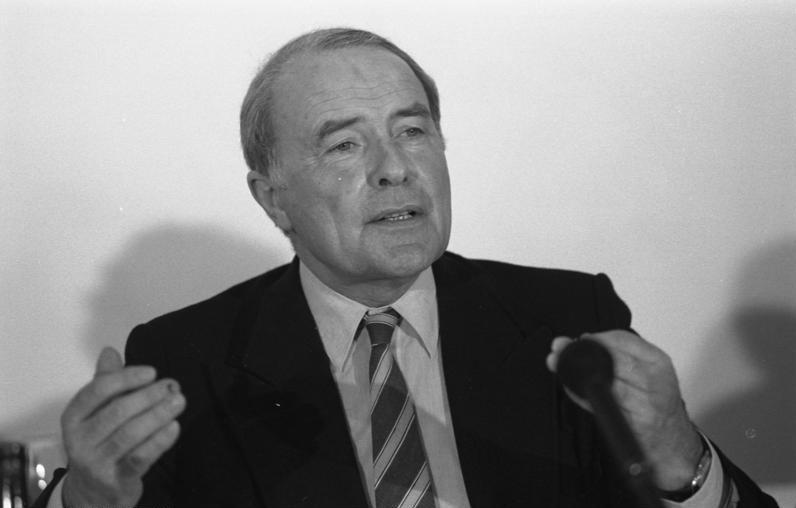
Alfred Dregger en 1983.

Dregger sirvió desde 1956 hasta 1970 como alcalde de Fulda. Cuando fue elegido por primera vez, era el alcalde más joven de Alemania Occidental. Fue miembro del Parlamento Regional Hesiano desde 1962 hasta 1972. Fue líder de la CDU en ese cuerpo, y en 1967 se convirtió en el presidente estatal del partido, cargo que ocupó hasta 1982. En 1969 fue elegido miembro de la junta directiva nacional del partido. De 1972 a 1998 fue representante en el Bundestag alemán y desde 1982 hasta 1991 fue presidente del grupo parlamentario CDU/CSU.

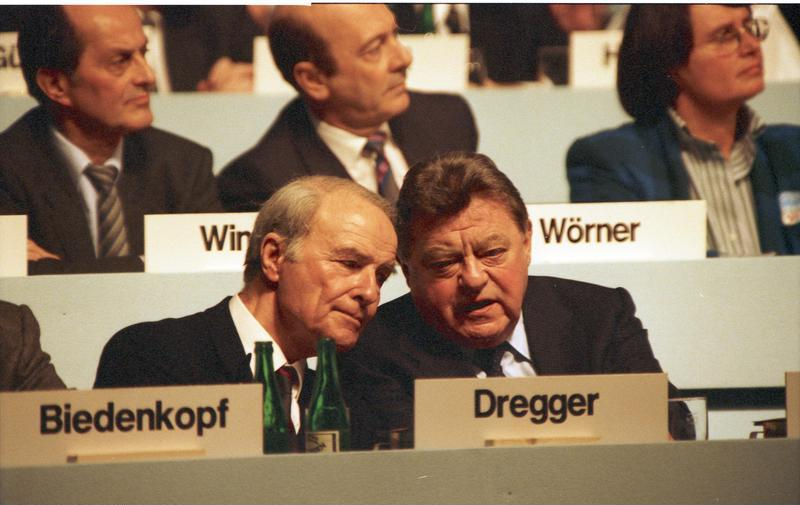
Alfred Dregger (izquierda) con Franz Josef Strauss en un acto de campaña en 1987.

Dregger era conocido como un conservador acérrimo, y fue un miembro destacado del ala nacional-conservadora de la CDU. En la década de 1970 fue un claro defensor de la ilegalización del Partido Comunista Alemán. Fue el responsable de la consigna "libertad es vez de socialismo" con la que el CDU tuvo un gran éxito en las elecciones de 1976. En su panegírico, el líder parlamentario del grupo CDU/CSU Friedrich Merz dijo de él: "Pocos han sido claros y categóricamente opuestos a la izquierda desde hace décadas". Dregger llamó a Alemania a "salir de la sombra de Hitler". Se resistió a las críticas al ejército, y fue fuertemente opuesto a una exposición itinerante llamada Los crímenes de la Wehrmacht (1941-1944) y escribió a los senadores de Estados Unidos que si disuadían a Ronald Reagan de su visita presidencial al cementerio militar de Bitburg: Consideraría esto un insulto a mi hermano ya mis compañeros que murieron en la acción. Se vio como un defensor de Alemania y el último representante de su generación en el Bundestag.
Alfred Dregger estaba casado y tenía dos hijos, su hijo mayor murió en un accidente en 1972.